# Lac-Mégantic
Lac-Mégantic är en stad (kommun av typen ville) och tätort (centre de population) i regionen Estrie i provinsen Québec i östra Kanada. Den ligger vid Lac Mégantic, den sjö som staden är uppkallad efter. Staden hade 5 747 invånare vid folkräkningen 2021, och tätorten 5 808.

## Historia
Platsen började bosättas av européer på 1800-talet och blev en bykommun 1885. Tidigare hade området befolkats av abenakier. Den första europé som kom till området var en katolsk missionär, Gabriel Druillettes, som försökte kristna abenakifolket 1646. De första bosättarna, som hade fransk-kanadensisk och skotsk härkomst, kom omkring 1850.
Staden grundades när CP Rail byggt den avslutande delen av den järnvägssträckning som länkade samman Montreal med Saint John, en hamnstad vid Atlanten. Lac-Mégantic blev en järnvägsknut.

### Olyckan 2013

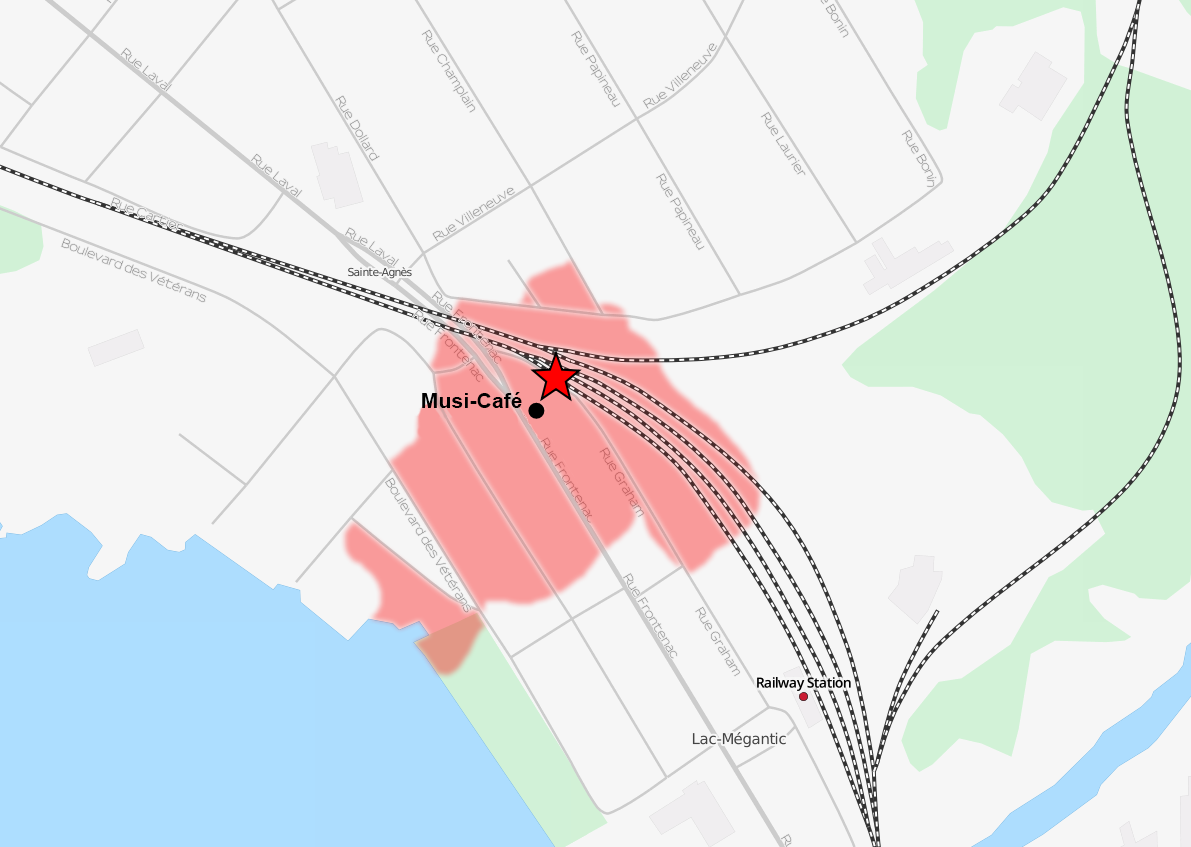
Området som drabbades av olyckan.

6 juli 2013 inträffade en tågolycka i Lac-Mégantic, då ett godståg med petroleum spårade ur och orsakade en explosion. 47 personer dödades. Fler än 30 byggnader i centrala Lac-Mégantic förstördes.

## Vänorter
- Dourdan, Frankrike (1989)[5]
- Farmington, Maine, USA (1991)[5]
- Zhenjiang, Kina (1995)